# WASP-36
WASP-36とは、うみへび座の方向に位置する黄色い主系列星である。

## 特徴
| 太陽 | WASP-36   |
| ---- | --------- |
| 太陽 | Exoplanet |

WASP-36は、太陽に類似したスペクトルであるG2に分類される黄色い主系列星である。見かけの等級が14.03の未確認の伴星が存在している可能性がある。

## 惑星系
2010年、スーパーWASPによるトランジット法を用いた観測でホット・ジュピターであるWASP-36bが発見された。WASP-36bの温度は 1705 ± 44 K と測定された。2016年に観測された惑星透過スペクトルは異常なものであったことが判明した。この惑星は大気としては広範すぎる青みがかったハローに覆われている可能性があり、これが測定エラーの原因になっている可能性がある。
2020年に測定されたWASP-36bの昼側の温度は 1440+150
−160 K である。
| 名称 （恒星に近い順） | 質量           | 軌道長半径 （天文単位） | 公転周期 (日)       | 軌道離心率            | 軌道傾斜角        | 半径                  |
| --------------------- | -------------- | ----------------------- | ------------------- | --------------------- | ----------------- | --------------------- |
| b                     | 2.295±0.058 MJ | 0.02643±0.00026         | 1.5373639±0.0000014 | 0.0087+0.0097 −0.0061 | 83.42+0.12 −0.11° | 1.270+0.018 −0.019 RJ |